# ルーペ (曲)
「ルーペ」は、伊藤かな恵の楽曲。nano.RIPEのきみコが作詞・作曲を手掛けた。伊藤の9枚目のシングルとして2014年5月14日にLantisから発売された。

## 音楽性
本曲は、伊藤のアーティストデビュー5周年プロジェクトの第2弾シングルとして制作された。
本作は「点」をテーマとした落ち着いた曲で、線の先に「誰かが待っている」ようなイメージであるという。なお前作発売後、ブログでファンから本作のテーマを予想するコメントが寄せられたという。なおYouTubeで5月15日から公開されているショートドラマは、伊藤がピザを作っている最中近くにいる三毛猫の心の声を読み取る内容になっている。

## シングルリリース
2014年5月14日にLantisから発売された。伊藤のシングルとしては前作「Happy Garland」から約2か月ぶりのリリースとなる。
ジャケットは発売月にちなみ衣装や背景色が初夏をイメージした緑色で統一されており、シングルのテーマである「線」も背景色や衣装に反映されている。
2曲目「コンパス」は、伊藤自身への応援ソング的な内容になっている。

## シングル収録内容
| #         | タイトル                  | 作詞       | 作曲      | 編曲      | 時間  |
| --------- | ------------------------- | ---------- | --------- | --------- | ----- |
| 1.        | 「ルーペ」                | きみコ     | きみコ    | nano.RIPE | 5:59  |
| 2.        | 「コンパス」              | 伊藤かな恵 | eba       | eba       | 3:37  |
| 3.        | 「ルーペ（Off Vocal）」   |            |           |           | 5:59  |
| 4.        | 「コンパス（Off Vocal）」 |            |           |           | 3:38  |
| 合計時間: | 合計時間:                 | 合計時間:  | 合計時間: | 合計時間: | 19:15 |

## チャート
| チャート（2014年）                                 | 最高位 |
| -------------------------------------------------- | ------ |
| オリコン                                           | 37     |
| Billboard JAPAN Hot Singles Sales                  | 35     |
| Billboard JAPAN Top Independent Albums and Singles | 12     |